# 甘迪亚
甘迪亚（西班牙語發音：[ɡanˈdi.a]）是西班牙巴伦西亚自治区巴伦西亚省的一个市镇，位于西班牙东部地中海西岸的橙花海岸，巴倫西亞以南65千米和阿利坎特以北96千米。总面积61平方公里，总人口75514人（2015年1月1日），人口密度981人/平方公里。
过去甘迪亚曾经是一个铁路枢纽，这里从卡尔凯克森特去往德尼亚的铁路与阿尔科伊去往甘迪亚港的铁路交叉。今天只有去往卡尔凯克森特的段落还有通向瓦伦西亚的西班牙近郊鐵路列车运行。
今天甘迪亚属于当地较大的海岸城市，是一个活跃的贸易和旅游中心。城市由两个部分组成：老城有历史遗留下来的市中心和古老的建筑遗迹、火车站以及购物街，新城则有众多度假公寓和度夏洋房，它们大多数只有在夏季才有人居住。从市中心到沙滩约有2千米路，因此旅游业和居民的居住区分隔得很明显。
据传瓦伦西亚式的面条西班牙大鍋飯是在甘迪亚发明的。

## 历史
甘迪亞在十五世紀至十六世紀期間曾是區內重要的文化及商業中心。从1548年到1772年市內有一座大學。当地耶稣会被关闭后大学也被关闭。一些诗人（如奥西亚斯·马尔希）和作家（如祖亞諾·馬杜尼）来自甘迪亚。但是它最著名的是波吉亞家族、甘迪亚公爵和他们的宫殿。